# Cechenena aegrota
Cechenena aegrota är en fjärilsart som beskrevs av Butler 1875. Cechenena aegrota ingår i släktet Cechenena och familjen svärmare. Inga underarter finns listade i Catalogue of Life.

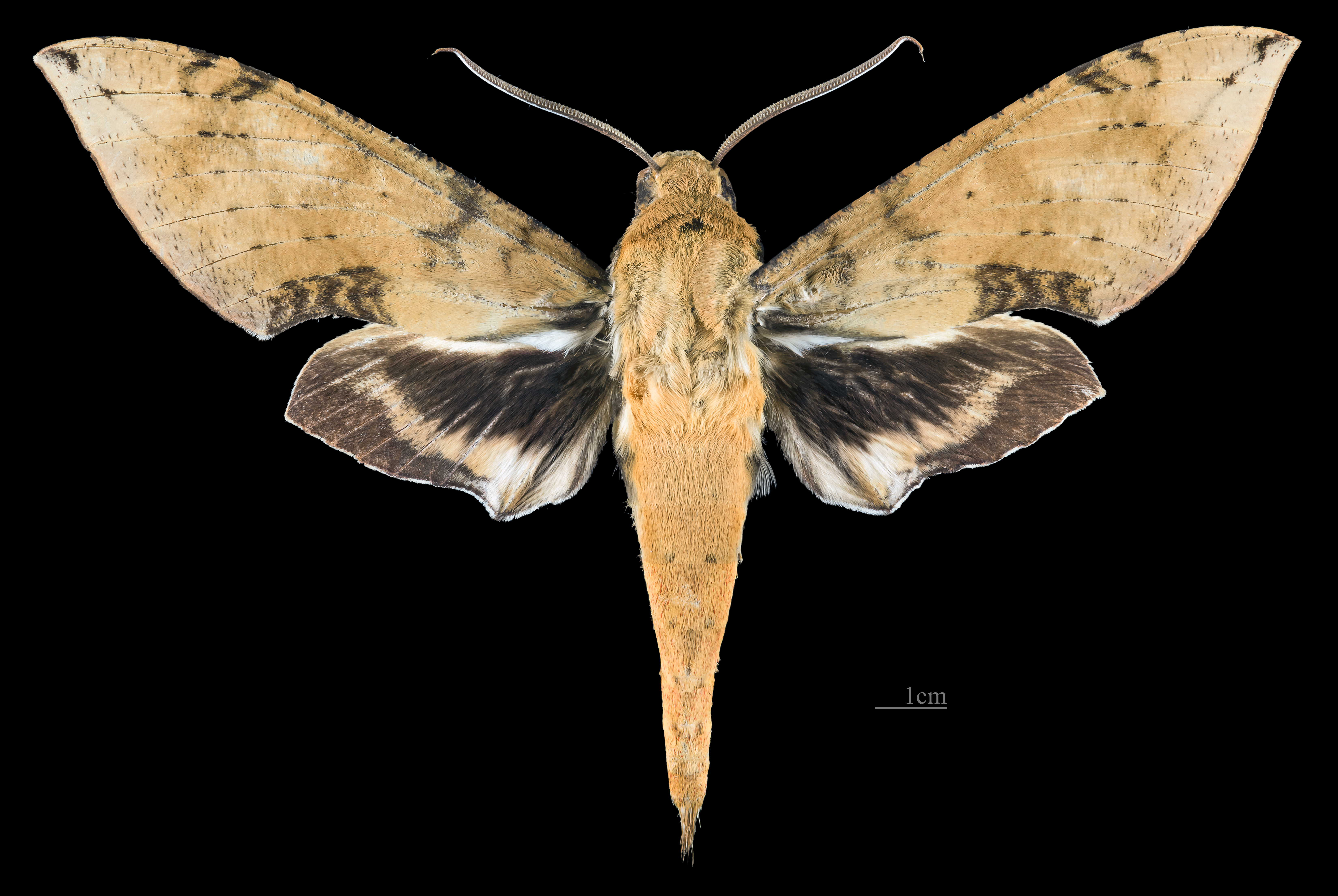
Cechenena aegrota ♂
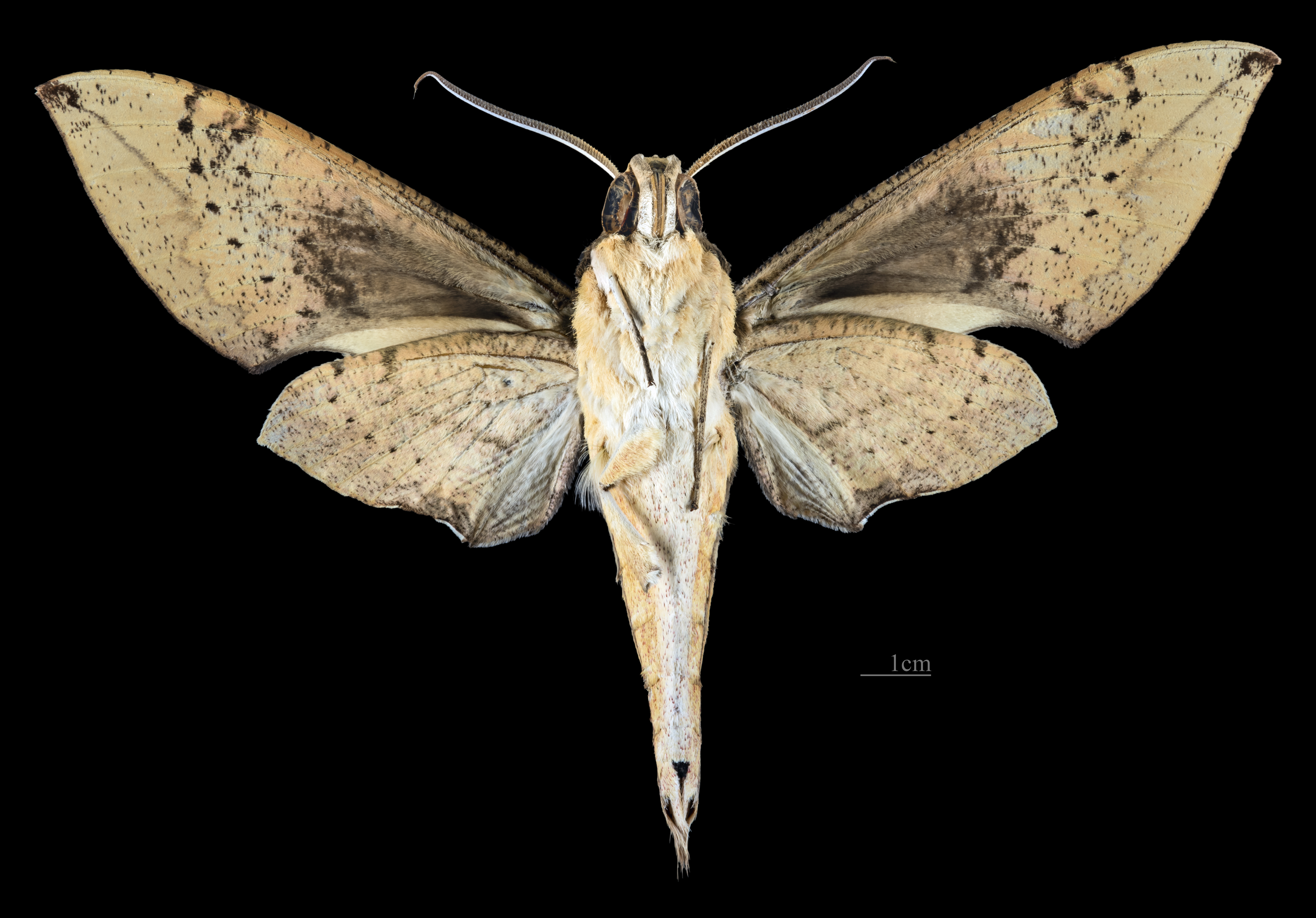
Cechenena aegrota ♂   △